# Couches
Couches – miejscowość i gmina we Francji, w regionie Burgundia-Franche-Comté, w departamencie Saona i Loara.
Według danych na rok 1990 gminę zamieszkiwało 1457 osób, a gęstość zaludnienia wynosiła 75 osób/km² (wśród 2044 gmin Burgundii Couches plasuje się na 152. miejscu pod względem liczby ludności, natomiast pod względem powierzchni na miejscu 463.).